# Післяльодовиковий відскок

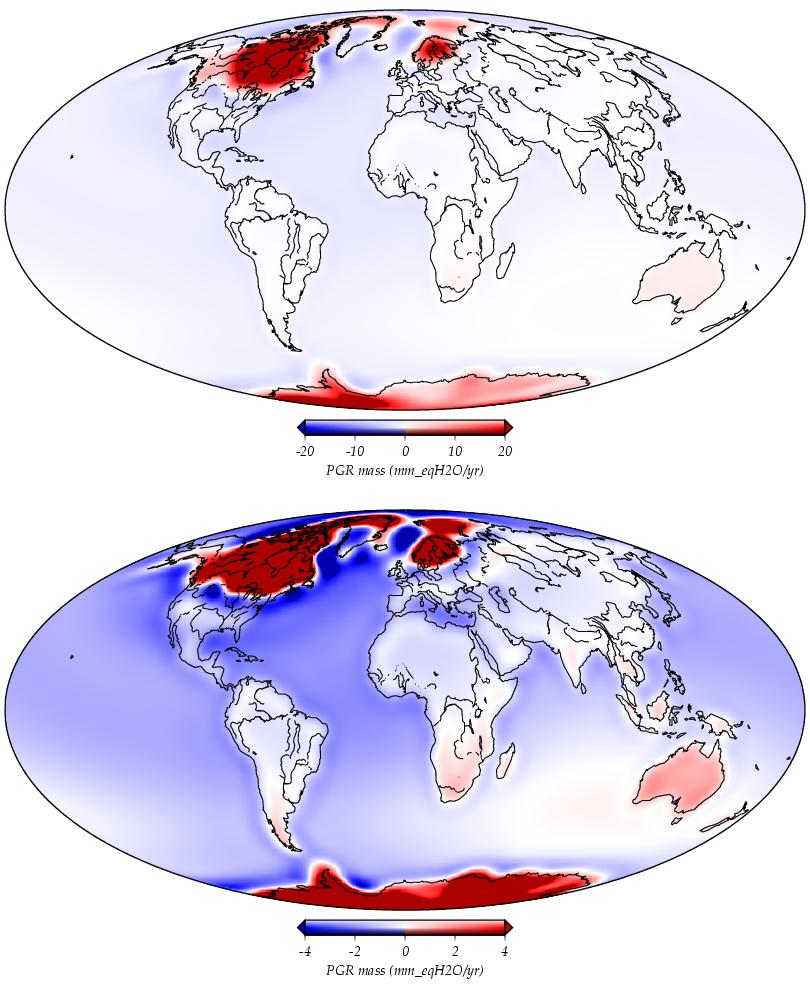
Швидкість підйому земної поверхні через гляціоізостазію. Червоні області підвищуються через танення крижаного покриву, а сині — занурюються

Післяльодовиковий відскок (також, гляціоізостазія — гляціоізостатичне коливання земної кори від дав.-гр. ἴσος — «рівний», «однаковий» та στάσις — «стан» і лат. glacies — лід) — підйом суші, яка була пригнічена величезною масою льодовикового покриву під час останнього льодовикового періоду, через ізостазію. Цей ефект спостерігається на півночі Європи (особливо в Шотландії, Фенноскандії та Північній Данії), в Сибіру, Канаді, в районі Великих озер, частині Патагонії і Антарктиді.

## Огляд
Під час останнього льодовикового періоду велика частина північної Європи, Азії, Північної Америки, Гренландії і Антарктиди були покриті льодовиком. Під час останнього льодовикового максимуму (близько 20 000 років тому) льодовик був завтовшки в три кілометри. Його величезна вага спричиняла деформування земної кори і занурення літосфери, змушуючи мантію перетікати під сусідні терени, здімаючи їх. Наприкінці льодовикового періоду, коли льодовики відступили, зняття льодового навантаження призвело до повільного підняття земної поверхні та потоку речовини мантії назад під звільнені від льодовика терени. Через велику в'язкість мантії ці процеси продовжуються досі, а рівноважний стан буде досягнутий через багато тисяч років.
Дослідження показали, що підйом відбувся у два етапи. Початкове підняття відразу після дегляціації було швидким (або «пружним»). Після цієї «пружної» фази підняття перейшло до «повільної в'язкої фази». Сьогодні типова швидкість здіймання — близько 1 см/рік або менше. У північній Європі це ясно видно з інформації GPS, отриманою GPS-мережею BIFROST. Дослідження показують, що відновлення буде тривати протягом приблизно ще як мінімум 10 000 років. Останнім часом термін «післяльодовиковий відскок» поступово замінюється на термін «льодовикова ізостатична перебудова». Це наслідок розуміння, що реакція Землі на льодовикове навантаження і розвантаження не обмежується лише здійманням поверхні, а включає також її занурення, горизонтальні рухи, зміни рівня світового океану, зміни гравітаційного поля Землі, землетруси, а також зміни швидкості обертання та розташування полюсів планети.

## Ефекти

### Вертикальні рухи земної кори

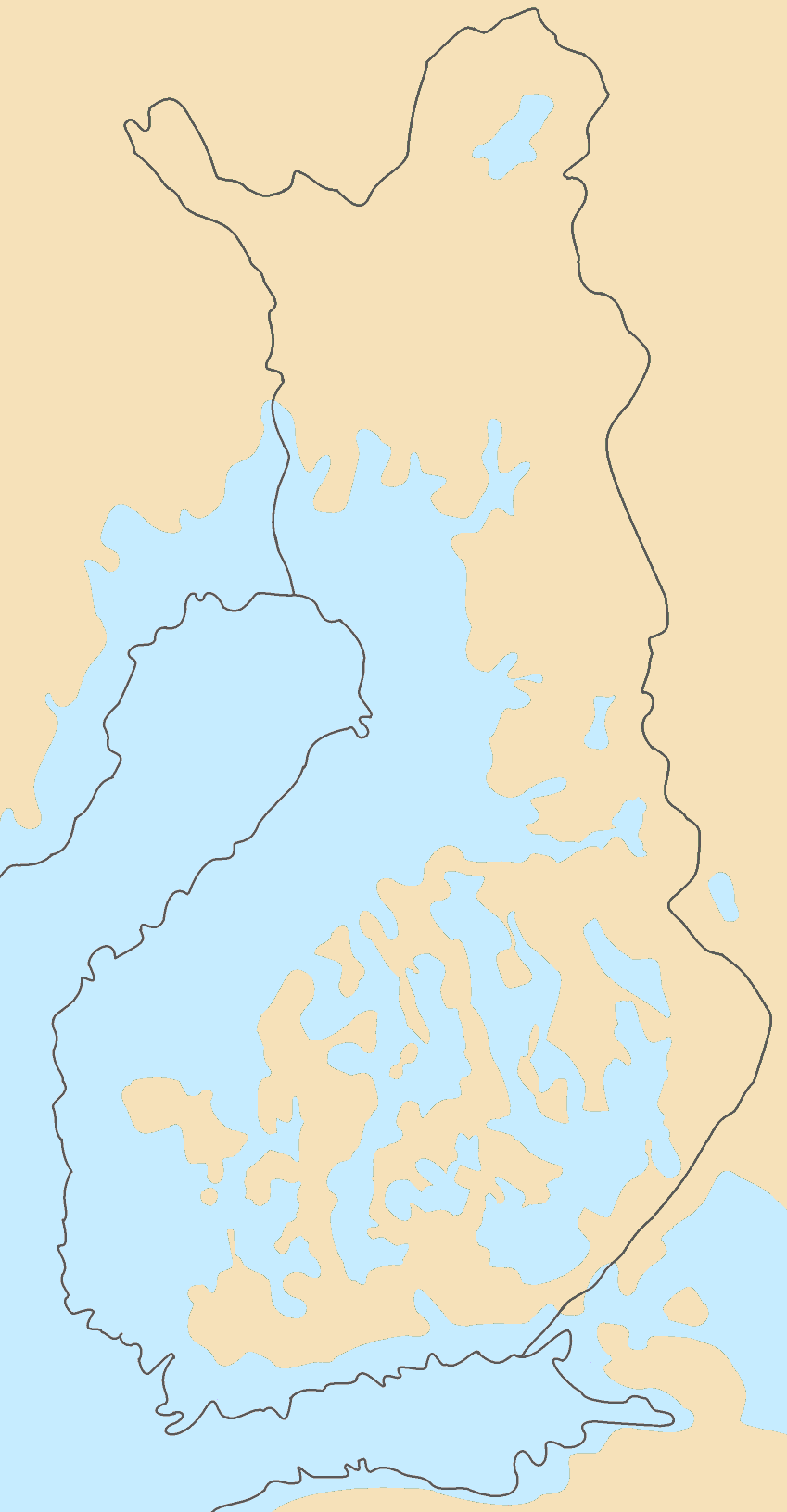
Терен сьогоденної Фінляндії 9 тис. років тому

Валуни, троги, друмліни, ози, льодовикові озера, плоти розсипищ — неповний перелік залишків льодовикового періоду. Крім того, післяльодовиковий відскок спричинив значні зміни берегових ліній і ландшафтів за останні кілька тисяч років, і наслідки продовжують бути істотними.
Шведське озеро Меларен раніше було затокою Балтійського моря, але через гляціоізостазію приблизно в 12 столітті воно стало прісноводим озером (в той час, коли в його гирлі було засновано Стокгольм).
Внаслідок льодовикового відскоку Ботнічна затока, за прогнозами, в кінцевому підсумку буде закрита у Кваркені. За рішенням ЮНЕСКО, у 2000 Північний Кваркен було занесено до списку Світової спадщини. Було відзначено, що Високий берег надає видатні можливості для вивчення процесів, пов'язаних із підйомом поверхні.
Низка скандинавських портів, на кшталт Торніо і Порі, були перенесені кілька разів. Географічні назви в прибережних районах також віддзеркалюють відступання моря: в глибині суходолу трапляються об'єкти зі словами «острів», «шхер», «мис» і «протока» в назві. Наприклад, Оулунсало (що означає «Острів Оулуйокі») є півостровом, а на суходолі розташовані Koivukari («Березова скеля»), Santaniemi («Піщаний мис») і Salmioja («Рів протоки»).
У Великій Британії заледеніння зазнала Шотландія, але не Південна Англія, і післяльодовиковий відскок північної Британії спричиняє відповідне занурення південної половини острова. Це веде до підвищення ризику повеней, зокрема, в районах, прилеглих до нижньої течії Темзи. Поряд із підвищенням рівня моря, викликаним глобальним потеплінням, післяльодовикове занурення Південної Англії, ймовірно, може серйозно знизити ефективність Темзенської дамби, найважливішого захисту від повеней Лондона, після 2030.
Явище гляціозостазії можна спостерігати на Великих озерах, де північне узбережжя здіймається, а південне занурюється. В Європі здіймання суходолу Фенноскандії призводить до занурення південного узбережжя Північного і Балтійського морів.

### Рівень світового океану
Крижаний покрив останнього льодовикового періоду утворився за рахунок води, що випаровувалася з океанів та випадала снігом у високих широтах. Таким чином, глобальний рівень моря під час зледеніння впав.
Крижаний покрив в останній льодовиковий максимум був настільки масивним, що глобальний рівень моря впав приблизно на 120 метрів. Через це континентальний шельф звільнився від води та багато островів стали зв'язані з континентами суходолом. Так було з Британськими островами, Тайванем та островами Індонезії. Важливим проявом збільшення площі суходолу стала поява перешийку між Сибіром і Аляскою, який дозволив мігрувати людям і тваринам під час останнього льодовикового максимуму.
Падіння рівня моря також впливає на циркуляцію океанічних течій і, отже, має великий вплив на клімат протягом льодовикового періоду.
Після танення льоду вода повертається в океани і, таким чином, рівень моря збільшується знову. Але дані про зміни рівня моря показують, що перерозподіл талих льодовикових вод в океанах не скрізь однаковий. Іншими словами, підвищення рівня моря на одному терені може бути більшим, ніж на іншому. Це пов'язано з гравітаційним притяганням між масою талої води та іншими масами, такими, як льодовий щит, льодовик, водні маси і мантійні породи і зміни у відцентровому потенціалі у зв'язку зі змінною швидкістю обертання Землі.